# Xã Geneva, Quận Ashtabula, Ohio
Xã Geneva (tiếng Anh: Geneva Township) là một xã thuộc quận Ashtabula, tiểu bang Ohio, Hoa Kỳ. Năm 2010, dân số của xã này là 11.098 người.